# Odyssey (1992–2002)
Odyssey (1992-2002) – kompilacja największych i najpopularniejszych przebojów brytyjskiego zespołu Juno Reactor wydana w trzech wersjach:
- USA – 4 marca 2003
- Japonia – 21 sierpnia 2003
- Europa – 2003

Wersja amerykańska i europejska zostały wydane przez wytwórnię Metropolis Records, natomiast wersja japońska - przez Universal Music. Wszystkie trzy edycje zawierają te same skompilowane utwory, będące podsumowaniem 10 lat działalności Juno Reactor na rynku muzycznym (lata 1992–2002). Utwory znajdujące się na albumie należą do nurtu muzyki psychedelic trance oraz goa trance.

## Lista utworów
1. High Energy Protons (6:28)
2. Laughing Gas (7:07)
3. Rotorblade (8:07)
4. Feel the Universe (7:04)
5. God is God (6:46)
6. Conga Fury (7:17)
7. Komit (7:45)
8. Pistolero (6:14)
9. Hulelam (3:59)
10. Masters of the Universe (6:05)
11. Hotaka (8:19)